# 克雷特鎮區 (明尼蘇達州契皮瓦縣)
克雷特鎮區（英語：Crate Township）是位於美國明尼蘇達州契皮瓦縣的一個行政鎮區。

## 地方資料
克雷特鎮區的面積為92.90平方千米，當中陸地面積為92.90平方千米，而水域面積為0.00平方千米。根據2020年美國人口普查的數據，當地共有人口194人，而人口密度為每平方千米2.09人。